# デイヴ・アスプリー
デイヴ・アスプリー（Dave Asprey）は、アメリカ合衆国の起業家、実業家、著述家。「バレットプルーフ・エグゼクティブ」の創立者で、シリコンバレー健康研究所の理事長である。アスプリーは「バイオハッカー」 で、バターコーヒーを考案してバレットプルーフ・コーヒー（Bulletproof Coffee、日本語では「完全無欠コーヒー」、「防弾コーヒー」などと呼ばれる）と名付け、『シリコンバレー式 自分を変える最強の食事（The Bulletproof Diet）』を著した。
アスプリーはインターネットを黎明期から商業利用していたことでも知られており、1994年にはalt.drugs.caffeinenewsgroupでカフェイン分子が描かれたTシャツを販売していた。以前には、トレンドマイクロ、ブルーコートシステムズ、シトリックス・システムズなどのテクノロジー企業で役員やディレクターを歴任した。

## 経歴
カリフォルニア大学サンタバーバラ校を卒業後、アスプリーはIT業界に進み、ブラッドショーやスリーコムなどで働いた。また、カリフォルニア大学サンタクルーズ校のインターネット・ウェブエンジニアリング・プログラムも運営したが、これはクラウドコンピューティングの最初期の実装例であると言われている。その後、エクソダスコミュニケーションズに入社し、戦略企画ディレクターとして会社の専門サービスグループを共同設置した。
アスプリーはシリコンバレーのスタートアップ企業ネットスケーラーでプロダクトマネジメント・ディレクターを務めたが、同社はその後シトリックスに買収された。シトリックスでの勤務を経て、アスプリーはゼウステクノロジーのマーケティング部門副部長に就任した後、ブルーコートシステムズの技術・コーポレート・ディベロップメント部門副部長を務めた。その後、トリニティヴェンチャーズの客員起業家（アントレプレナー・イン・レジデンス）になった後、ベーシスという会社を共同設立した。アスプリーは自分の会社に専念する以前は、トレンドマイクロのクラウドセキュリティ部門副部長も務めていた。
2015年、アスプリーは健康・フィットネス分野において世界で最も影響力のある100人のうち、第11位に選ばれた。

## バレットプルーフ・ニュートリション
アスプリーはバレットプルーフ・コーヒーを考案し、バレットプルーフ・ブランドを始めた。まだトレンドマイクロに勤務していた頃、このコーヒーのレシピと、そこから自分が得た健康上の利益についての詳細情報を、自分のサイトに公開した。アスプリーはカビを含まないコーヒー豆、オイル、サプリメントを開発し、2011年に自分のサイトで販売を開始した。翌年、アスプリーはサウス・バイ・サウスウエストで開催された「ハック・ユア・ブレイン（Hack Your Brain）」というイベントのパネリストとして登壇した。2013年には、トレンドマイクロを辞職し、バレットプルーフ・オペレーションズを開始した。
アスプリーはポッドキャスト番組「Bulletproof Radio」を運営しており、2014年だけで1,050万回ダウンロードされた。バレットプルーフ・ニュートリションの目的は、人間のパフォーマンスを向上させることである。人が自身の健康状態を理解しハックすることを後押しするという点でクオンティファイド・セルフ（Quantified Self）運動を支持している。
2014年、アスプリーは『シリコンバレー式 自分を変える最強の食事（The Bulletproof Diet）』をローデール社から上梓した。同書は、食事、サプリメント、テクノロジーを利用していかに人間の肉体を「ハック」し、「パフォーマンスの高い生活」を送れるようになるか考察した本である。
2015年7月25日、バレットプルーフ社はサンタモニカにバレットプルーフ・カフェを開店した。
2015年7月には、アスプリーはバレットプルーフ・ニュートリションとコーヒー店を拡張するため、トリニティヴェンチャーズから900万ドル調達した。

## バレットプルーフ・ダイエット
アスプリーの著書『シリコンバレー式 自分を変える最強の食事（The Bulletproof Diet: Lose up to a Pound a Day, Reclaim Energy and Focus, Upgrade Your Life）』は、食事、サプリメント、テクノロジーを利用していかに人間の身体を「ハック」し、「パフォーマンスの高い生活」を送れるようになるか考察した本である。同書の勧める食事計画では、脂肪と野菜を大量に食べ、タンパク質はほどほどにし、毒性物質とでんぷん摂取を低量に抑えて、カロリーの50-70％を健康的な脂肪から摂取し、20％をタンパク質から、20％を野菜から、そして5％を野菜もしくはでんぷんから摂ることが望ましいとされる。
マザー・ネイチャー・ネットワークのマイケル・デストリースによれば、バレットプルーフ・ダイエットは「有名人が実践しており、支持者も続々と増え、さらに書籍まで出た」ことで、「2015年最初のダイエット・ブームになった」。
ヴォックスのジュリア・ベルズは『シリコンバレー式 自分を変える最強の食事』を「悪質な流行ダイエットの戯画」だと批判しており、多くの主張がエビデンス抜きでなされているか、都合のいい研究成果だけをつまみ食いして、読者にバレットプルーフの商品を購入するよう誘導していると述べている。特にベルズが問題視しているのは、食事を変えることで炎症を抑えることができ、体重減に繋がるというアスプリーの主張である。ベルズによれば、特定の食事がもたらす健康上の利益に関して正反対の結果を示す研究をアスプリーは無視しており、また動物に関する研究や、非常に小さな人間のグループ、また特定の疾患を抱えた人についてなされた研究を、不適切な仕方で全ての人に一般化しているという。

## 著書
- The Better Baby Book (2013) co-authored with his wife Lana Asprey
- The Bulletproof Diet (2014)
栗原百代訳『シリコンバレー式 自分を変える最強の食事』ダイヤモンド社、2015年